# 373 Melusina
373 Melusina (mednarodno ime je tudi 373 Melusina) je asteroid tipa C (po Tholenu) v asteroidnem pasu. 

## Odkritje
Asteroid je odkril francoski astronom Auguste Charlois ( 1864 – 1910) 15. septembra 1893 v Nici. Verjetno se imenuje po Melusini, francoski morski deklici, povezani z dinastijo Lusignan. 

## Lastnosti
Asteroid Melusina obkroži Sonce v 5,5 letih. Njegova tirnica ima izsrednost 0,144, nagnjena pa je za 15,437° proti ekliptiki. Njegov premer je okoli 95,8 km .